# Orichiwka (Bolhrad)
Orichiwka (ukrainisch Оріхівка; russisch Ореховка Orechowka, rumänisch Pandaclia, bulgarisch Pandukli) ist ein Dorf in der ukrainischen Oblast Odessa mit etwa 1700 Einwohnern (2024).

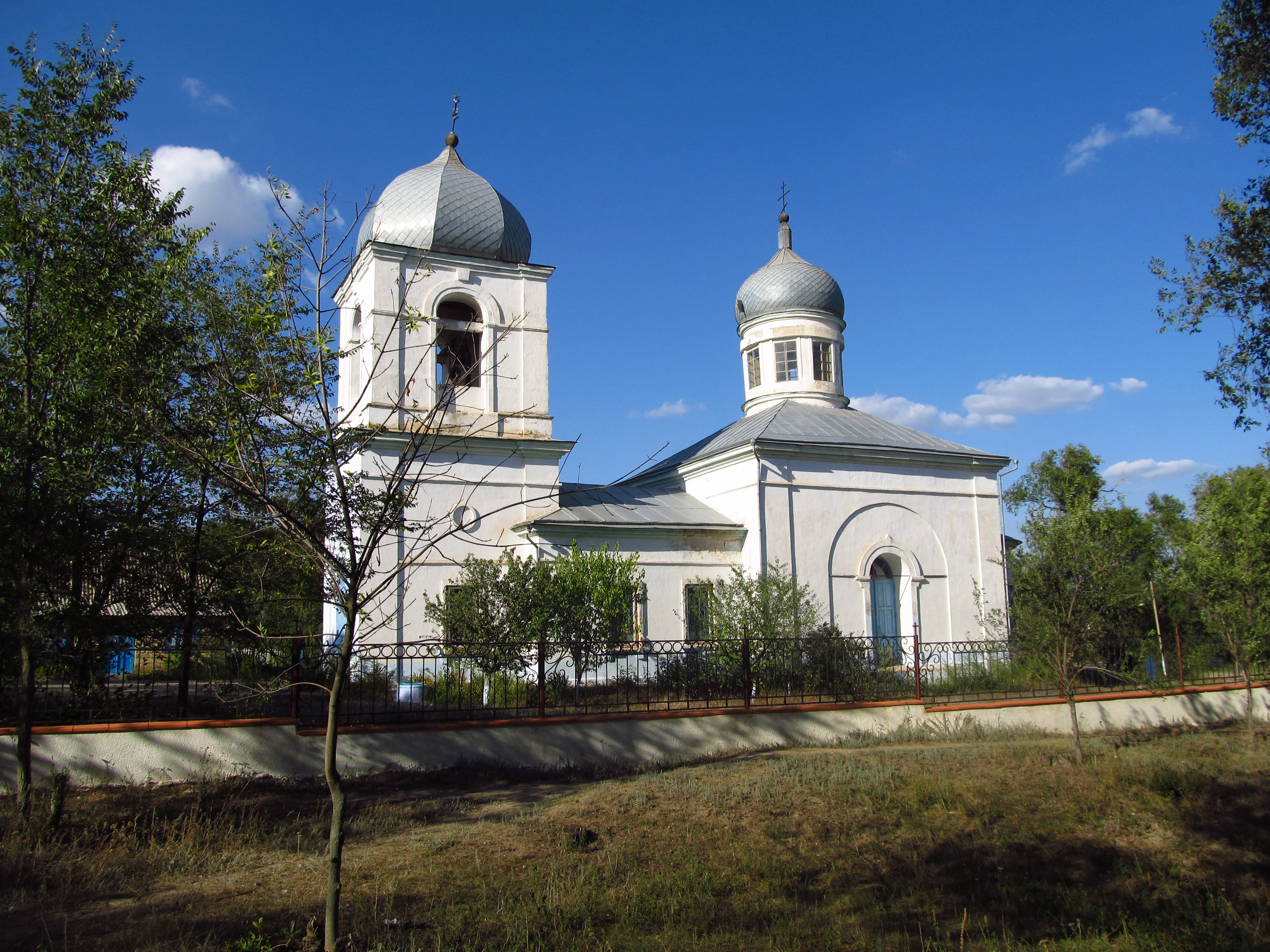
Kirche im Dorf

Das Dorf gehört administrativ zur Landgemeinde Kubej im Rajon Bolhrad in der historischen Region Budschak im Süden Bessarabiens.
Es liegt auf einer Höhe von 62 m am Ufer des Welykyj Katlabuh (Великий Катлабуг), eines 48 km langen Zuflusses des Katlabuhsee (Катлабуг), 13 km östlich vom Gemeindezentrum Kubej, 30 km nordöstlich vom Rajonzentrum Bolhrad und etwa 180 km südwestlich vom Oblastzentrum Odessa. Durch das Dorf verläuft die Territorialstraße T–16–08.
Orichiwka wurde 1830 von bulgarischen Siedlern im Bezirk Akkerman des russischen Gouvernement Bessarabien gegründet und trug zunächst die Namen Pandukli/ Fundukli. 1859 hatte die Ortschaft 1233 Einwohner und 1886 lebten 2056 Menschen in der Ortschaft. Zu der Zeit gab es 310 Höfe, eine orthodoxe Kirche, eine Schule sowie 5 Geschäfte im Dorf. Bis zur Volkszählung von 1897 stieg die Bevölkerung auf 2804 Personen (1389 Männer und 1415 Frauen) an, von denen 2801 orthodoxe Christen waren.
Am 14. November 1945 erhielt die Ortschaft, welche bis dahin Pandaklija (Пандаклія) hieß, ihren heutigen Namen.

## Verwaltungsgliederung
Am 12. Juni 2020 wurde das Dorf ein Teil der Landgemeinde Kubej; bis dahin bildete es die Landratsgemeinde Orichiwka (Оріхівська сільська рада/Orichiwska silska rada) im Westen des Rajons Bolhrad.

## Söhne und Töchter der Ortschaft
- Aleksandar Malinow (1867–1938), bulgarischer Politiker und dreimaliger Ministerpräsident